# Teatro Brigadeiro (São Paulo)
Teatro Brigadeiro é um teatro localizado na Avenida Brigadeiro Luís Antônio, 884 na Bela Vista na cidade de São Paulo.

## Crítica
Em 28 de setembro de 2014, foi publicado na Folha de S.Paulo o resultado da avaliação feita pela equipe do jornal ao visitar os sessenta maiores teatros da cidade de São Paulo. O local foi premiado com três estrelas, uma nota "regular", com o consenso: "O teatro se caracteriza por produções simples. O lugar parece um pouco parado no tempo e não acompanha inovações teatrais.
O público também parece escassear: no sábado em que visitamos, a sala não tinha nem um quinto de sua lotação. Durante a peça, houve interferência de luz externa, e não havia bebedouro. O teatro informou que há bebedouros apenas para os atores e alunos e que ficará atento para evitar os vazamentos de luz."